# Johan August Söderman
Johan August Söderman (Stockholm, 17 juli 1832 – aldaar, 10 februari 1876) was een Zweeds componist, dirigent en hoboïst.

## Levensloop
Söderman was leerling van het zogenoemde pianoinstituut in Stockholm. Van 1847 tot 1850 studeerde hij harmonieleer en piano aan de Musikaliska akademins läroanstalt, die later de Kungliga Musikhögskolan in Stockholm werd. In 1851 werd hij directeur van de Theatergezelschap in Stockholm. Met een studiebeurs van de acteur Edward Stjernström kon hij in 1856 en 1857 aan het toenmalige conservatorium, nu: Felix Mendelssohnschool voor muziek en theater, in Leipzig contrapunt bij Ernst Friedrich Richter (1808-1879) studeren. In Leipzig raakte Söderman ook vertrouwd met de muziek - en de compositietechnieken - van Robert Schumann en vooral van Richard Wagner. Deze belevenis was belangrijk voor zijn muzikale ontwikkeling. Hij was van plan naar het grote voorbeeld van nationaal-romantische muziekdrama's te gaan schrijven, maar deze plannen werden niet uitgevoerd.
Toen hij terugkwam werd hij koorleider en later tweede dirigent van de Opera in Stockholm. In 1869 kreeg hij opnieuw een studiebeurs en kon hij weer in Duitsland en Oostenrijk studeren. Van 1871 tot 1875 werkte hij samen met Edvard Grieg voor het magazine Nordiske Musikblade.
Als componist heeft hij dramatische ballades met een grote uitstraling geschreven, waaronder Tannhäuser, Qvarnruinen en Zwarte ridder. Aan deze werken is zijn bewondering voor Franz Liszt en Richard Wagner het best herkenbaar. Onder de koorballaden werd Wallfahrt nach Kevelaer bijzonder beroemd. Er is slechts één kamermuziekwerk van hem bekend, een pianokwartet in e-klein. Söderman werd beschouwd als de belangrijkste en invloedrijke representant van de Zweedse nationale romantiek.

## Composities

### Werken voor orkest
- 1855-1868 Konsertuvertyr in F-groot
- 1865 Bröllopet på Ulfåsa - Bröllopsmarsch (bruiloftmars)
- 1868 Ett Bondbröllop (Het bruiloft), voor mannenkoor en orkest - tekst: Richard Gustafsson
  1. Bröllopsmarsch
  2. I kyrkan
  3. Önskevisa
  4. I bröllopsgården
- 1873 Festpolonäs
- Burlesque
- Ett svenskt festspel
- Karl XV's sorgmarsch
- Några timmar på Kronoborg, ouverture
- Sjömanslif - intermezzo

### Kamermuziek
- Pianokwartet in e-klein

### Werken voor harmonieorkest
- Bröllopet på Ulvåsa - Bröllopsmarsch (bruiloftmars)
- Svenska Folkvisar och Dancer, voor harmonieorkest

### Missen en gewijde muziek
- 1872 Sju Andeliga Sånger (Zeven geestelijke gezangen), voor gemengd koor
  1. Jesu Christe care
  2. Kyrie
  3. Domine Jesu Christe
  4. Heilig
  5. Osanna
  6. Benedictus
  7. Agnus Dei
  8. Virgo gloriosa
- 1875 Katolsk Messa (Missa solemnis), voor 4 solisten, gemengd koor en orkest

### Toneelwerken

#### Operetten
| Voltooid in | titel                      | aktes   | première                     | libretto |
| ----------- | -------------------------- | ------- | ---------------------------- | -------- |
| 1852        | Urdur eller Näckens dotter | 5 aktes | 1852, Helsinki               |          |
| 1854        | Zigenerhöfdingen Zohrab    |         | 1854                         |          |
| 1856        | Hin Ondes första lärospån  |         | 14 september 1856, Stockholm |          |

#### Schouwspel
- Orleanska jungfrun , toneelmuziek - tekst: Friedrich von Schiller, «Die Jungfrau von Orleans»
- Regina von Emmeritz

### Werken voor koren
- 1859-1866 Wallfahrt nach Kevelaer, ballade voor gemengd koor
- Jungfrun gick åt lunden, den sköna, voor twee dwarsfluiten, hobo en gemengd koor
- O jeg vil hae mig en hjertenskaer, voor mannenkoor - tekst: Claus Pavels Riis
- Och Jungfrun gick åt lunden, voor twee dwarsfluiten, hobo en gemengd koor
- Och blomstren de dofta, voor gemengd koor
- Pojkar och jäntor ta‘n nu i ring, voor gemengd koor
- Sex visor i folkton, voor gemengd koor

### Vocale muziek
- 1859 Kunde än en gång jag kyssa, liederencyclus - tekst: Heinrich Heine uit «Drei deutsche Gesänge»
- 1870 Kung Heimer och Aslög, voor tenor en piano - tekst: Frans Hedberg
- Der arme Peter, liederencyclus - tekst: Heinrich Heine
  1. Der Hans und die Grete tanzen herum
  2. In meiner Brust, da sitzt ein Weh
  3. Der arme Peter wankt vorbei
- Die verlassene Mühle, ballade
- Heidenröslein, liederencyclus - tekst: Heinrich Heine, uit «Deine weißen Lilienfinger»
- I månans skimmer, voor zang en orkest - tekst: E. v. Qvanten
- Qvarnruinen, ballade
- Tannhäuser, ballade
- Zwarte ridder, ballade